# Brigitte Gilles
Brigitte Gilles (* 9. Oktober 1928; † 4. März 2003 in Aachen) war eine deutsche Psychologin und Hochschullehrerin. Sie wurde 1991 zur ersten Frauenbeauftragten der RWTH Aachen gewählt.

## Leben
Brigitte Gilles war die Tochter des aus Eupen in Belgien stammenden Ingenieurs an der TH Aachen Jacob August Gilles (1890–1963) und Paula Gilles, geborene Tilgenkamp (1897–1988), sowie eine Cousine des belgischen Handballnationalspielers Robert Gilles. Sie studierte Psychologie und promovierte 1964 zum Dr. phil. an der Universität Bonn mit der Dissertation „Untersuchungen zur Periodik im Spielverhalten 6–10jähriger Kinder“. Nach erfolgter Habilitation erhielt sie 1980 einen Lehrstuhl für Psychologie an der pädagogischen Fakultät der RWTH Aachen, die aus der Übernahme der Abteilung Aachen der Pädagogischen Hochschule Rheinland entstanden war. Im Jahr 1983 wurde Brigitte Gilles zur Dekanin der pädagogischen Fakultät gewählt und 1989 als Professorin von der philosophischen Fakultät bis zu ihrer Emeritierung im Jahr 1994 übernommen, nachdem die pädagogische Fakultät an der RWTH endgültig aufgelöst worden war.
Brigitte Gilles setzte sich schon früh für die Gleichberechtigung der Geschlechter an den Hochschulen, und hier im Besonderen für die Rolle der Frau in der akademischen Laufbahn, ein und beteiligte sich an wissenschaftlichen Studien über geschlechtsspezifische Benachteiligungen an den Hochschulen. Daraufhin wurde 1991 das Amt der Frauenbeauftragten an der RWTH Aachen eingeführt und Brigitte Gilles wurde zur ersten Frauenbeauftragten der RWTH Aachen gewählt. Damit wurde schließlich ein unter anderem von ihr unterstützter Antrag aus dem Jahr 1981 erfüllt, in welchem auf einer Frauenvollversammlung die Gründung eines autonomen Frauenprojekts beschlossen und zudem erstmals offiziell die Forderung nach der Einrichtung einer sogenannten „Frauenreferentin“ artikuliert wurde. Mit dem Inkrafttreten des Landesgleichstellungsgesetzes im Jahr 2014 und im Zusammenhang mit dem Gender-Mainstreaming-Programm der RWTH Aachen wurde diese ehrenamtliche Tätigkeit umbenannt in „Gleichstellungsbeauftragte“. Darüber hinaus gehörte Brigitte Gilles längere Zeit dem Vorstand der deutschen Sektion von Soroptimist International an und leitete diese als deren Unionspräsidentin von 1980 bis 1982.

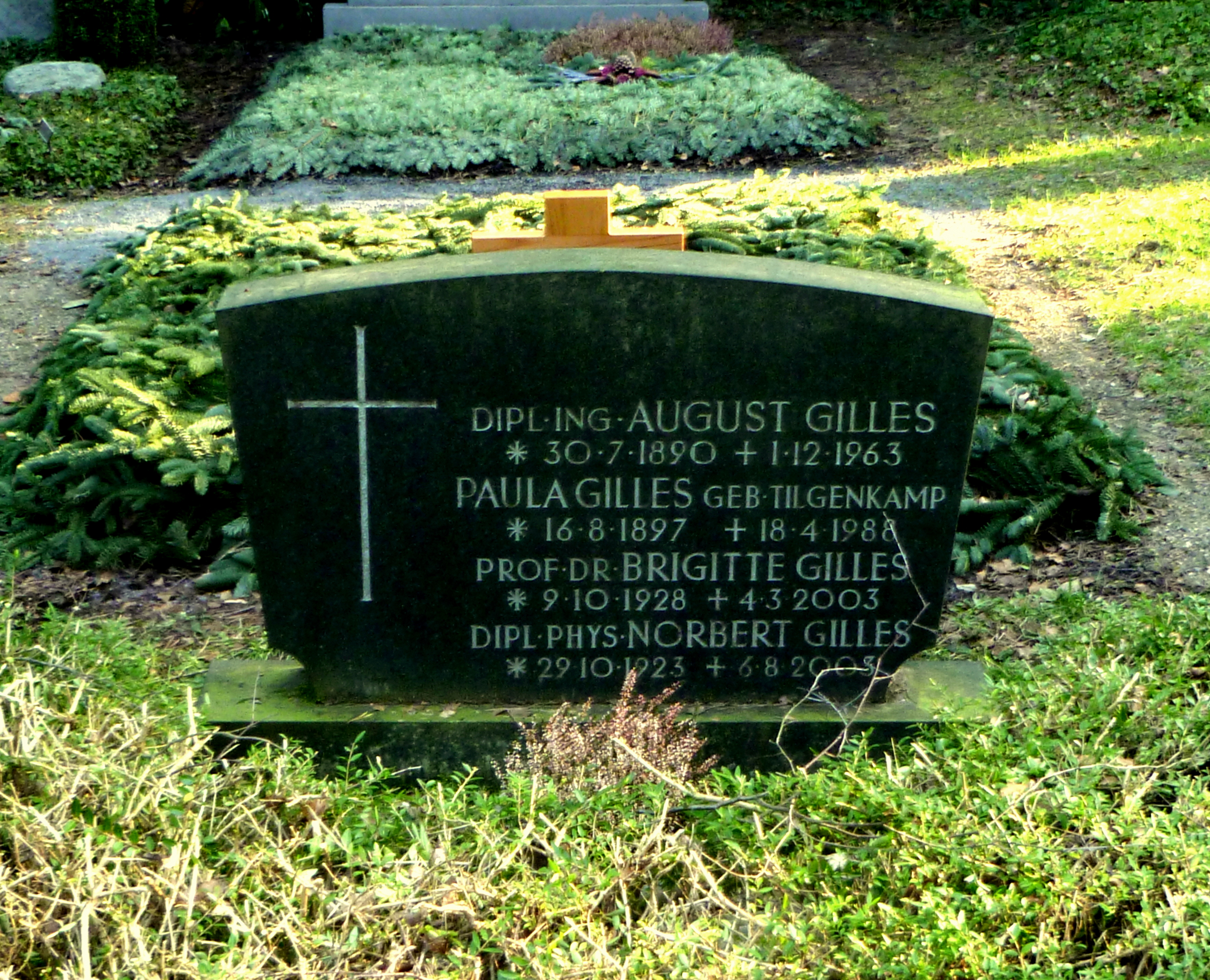
Grabstätte Gilles/Tilgenkamp, Waldfriedhof Aachen

Am 4. März 2003 verstarb Brigitte Gilles und fand ihre letzte Ruhestätte in der Familiengrabstätte auf dem Aachener Waldfriedhof.

## Brigitte-Gilles-Preis
Erstmals wurde im Jahr 2000 der „Frauenförderpreis“ der RWTH Aachen verliehen, der seitdem jährlich ausgeschrieben wird. Seit 2008 wurde dieser Preis in Gedenken an die erste Frauenbeauftragte der RWTH Aachen in „Brigitte-Gilles-Preis“ umbenannt.
Jährlich werden zwei Preise, die mit 2.500 € dotiert sind, in zwei verschiedenen Kategorien verliehen. Damit fördert die Hochschule zum einen Schulprojekte, die der Weckung und Förderung des Interesses von Mädchen für die heutigen MINT-Fächer dienen sowie zum anderen Projekte und Maßnahmen, die die Lebens-, Studien- und Arbeitsbedingungen von Frauen an der RWTH Aachen verbessern und sie auf ihrem Karriereweg unterstützen. Die jeweiligen Projekte dürfen bei Antragstellung nicht länger als zwei Jahre zurückliegen, können sich aber auch noch in einem Entwicklungsstadium mit sichergestellter Umsetzung befinden und müssen einen erkennbaren Bezug zur RWTH aufweisen. Die Preise werden im Rahmen der Veranstaltung „RWTHtransparent“ im ersten Quartal eines jeden Jahres verliehen.
Bisherige Preisträger waren seitens der Schulen unter anderem das Couven-Gymnasium, das Einhard-Gymnasium Aachen, die St.-Angela-Schule Düren, das Gymnasium Zitadelle Jülich, das Anne-Frank-Gymnasium Aachen und die Junior-Ingenieur-Akademie am Inda-Gymnasium Aachen. Seitens der RWTH Aachen wurden unter anderem das Exzellenzcluster UMIC, die Frauen des multidisziplinären Teams der neurochirurgischen Poliklinik, die Arbeitsgemeinschaft Ladies' Talk und Ladies' Day an der Fakultät für Maschinenwesen, das MINT-Fachdidaktik-Kompetenzzentrum und das Promotions-CAFÉ geehrt.